# Jaroslav Brousil
Jaroslav Brousil (* 7. ledna 1988) je český moderátor. V médiích začínal v rádiích SeeJay a Tip. V roce 2015 se stal politickým reportérem TV Praha. Následně přešel do Seznam Zpráv, kde působil i v zahraničním zpravodajství. V letech 2017–2020 pracoval na TV Nova jako politický reportér a moderátor – moderoval Polední a Odpolední Televizní noviny, zpravodajství Novy 2 TN2 či webový diskuzní pořad Napřímo. Od roku 2020 pracuje jako moderátor zpravodajství CNN Prima News. Na podzim téhož roku dočasně moderoval Hlavní zprávy televize Prima. V letech 2021–2022 moderoval pořad Nový den.
Je předsedou správní rady nadačního fondu Wine For Help.